# Mitsuo Matayoshi
Mitsuo Matayoshi (又吉 光雄, Matayoshi Mitsuo, dit Iesu Matayoshi (又吉 イエス, Matayoshi Iesu)) est un homme politique japonais né  le 5 février 1944 à Ginowan dans la préfecture d'Okinawa et mort le 20 juillet 2018.
Il est connu pour ses multiples candidatures aux élections. Il se dit Le seul Dieu Matayoshi Mitsuo Jesus (唯一神又吉光雄・イエス・キリスト) ou encore Jesus Matayoshi (又吉イエス, "Iesu" est la prononciation japonaise de « Jésus »). Il est le chef du parti Communauté économique mondiale (世界経済共同体党).

## Biographie
Mitsuo Matayoshi est né à Ginowan dans la préfecture d'Okinawa le 5 février 1944. Après avoir obtenu son diplôme de l'université Chūō à Tokyo en 1968, il est retourné à Okinawa et est entré dans une juku, une école privée. Matayoshi a été formé en tant que pasteur protestant, et au travers de ses études religieuses, a développé une conception particulière du christianisme fortement influencé par l'eschatologie. En 1997, il crée le parti Communauté économique mondiale (世界経済共同体党), basé sur sa conviction qu'il est Dieu. Son concept est à la fois religieux et politique, un mélange d'eschatologie chrétienne comme La Cité de Dieu (De civitate Dei) d'Augustin d'Hippone et de collectivisme conservatif.
Il meurt le 20 juillet 2018.

### Programme politique
Selon son programme politique, Mitsuo Matayoshi donnera le Jugement dernier en tant que Jésus-Christ mais durant le système politique actuel. Sa première étape est d'être Premier ministre du Japon. Il compte ensuite réformer la société japonaise et devenir secrétaire général des Nations unies. Ensuite, Matayoshi règnera sur le monde entier avec deux autorités, religieuse et politique. Le système économique mondial sera modifié afin d'encourager chaque nation à être auto-suffisante, basée sur l'agriculture. Il est contre les titres de résident et la naturalisation d'étrangers, car selon lui, abandonner leur pays d'origine est mauvais. Il veut que les personnes d'origine non japonaise retournent dans leur pays d'origine, même s'ils sont nés au Japon. Il veut que les États-Unis retirent leurs flottes, d'Okinawa aussi. Après son Jugement, il jettera les corrompus au feu.

### Élections
Mitsuo Matayoshi s'est présenté à beaucoup d'élections de 1997 à 2013, mais n'en a gagné aucune. Il est devenu connu pour ses campagnes excentriques lors desquelles il conseille vivement à ses opposants de se suicider par hara-kiri (disembowelment ; notez qu'il évite le terme poli seppuku) et leur dit qu'il les jettera en Géhenne. Comme la plupart des politiciens japonais, il milite dans un petit mini-van de taille règlementaire sur lequel sont accrochés des haut-parleurs surdimensionnés. Contrairement à la plupart, en revanche, il annonce ses slogans de campagne dans une voix inspirée du style kabuki.

### Candidatures sans succès
- 1997 - Élection du maire de Ginowan
- 1998 - Élection à la Chambre des conseillers du Japon, pour Okinawa
- 1998 - Élection du gouverneur de la préfecture d'Okinawa
- 2001 - Élection du maire de Ginowan
- 2002 - Élection du maire de Nago
- 2002 - Élection du gouverneur de la préfecture d'Okinawa
- 2003 - Élection à la Chambre des représentants du Japon, pour le 1er district de Tokyo
- 2004 - Élection à la Chambre des conseillers du Japon, pour Tokyo
- 2005 - Élection à la Chambre des représentants du Japon, pour le 1er district de Tokyo
- 2013 - Élection à la Chambre des conseillers du Japon, pour Tokyo